# Xot de Lombok
El xot de Lombok (Otus jolandae) és una espècie d'au estrigiforme de la família Strigidae. És natiu de Lombok, una de les illes menors de la Sonda d'Indonèsia. El seu estat de conservació es considera gairebé amenaçat.
És l'única espècie endèmica d'aus de l'illa, que va ser descoberta per primera vegada al setembre de 2003 i va ser descrita formalment en 2013.
L'epítet específic jolandae va ser dedicat a la Dra. Jolanda Luksenburg, una biòloga que va descobrir l'espècie en 2003. Tant el nom comú en anglès i l'indonesi proposat (Celepuk Rinjani) es refereixen a la muntanya Rinjani, el volcà actiu de 3.700 m que domina Lombok. Els mussols són també coneguts localment com a pok burung, referint-se a ocell.